# Volo Gol Transportes Aéreos 1907
Tutti gli orari menzionati sono BST (Brasilian Standard Time), ovvero UTC-3
Il volo Gol Transportes Aéreos 1907 era un volo di linea tra le città di Manaus e di Rio de Janeiro, in Brasile. Il 29 settembre 2006, poco prima delle 17:00, il Boeing 737 che operava il volo si scontrò in quota, nello spazio aereo sopra lo stato brasiliano del Mato Grosso, con un Embraer Legacy 600. Tutti i 154 tra passeggeri e membri dell'equipaggio a bordo del Boeing 737 persero la vita a causa della disintegrazione in volo dell'aereo e al successivo schianto in un'impervia zona della foresta amazzonica, mentre l'Embraer, nonostante avesse riportato gravi danni all'ala sinistra e alla coda, riuscì ad atterrare senza ulteriori danni e senza che i suoi occupanti riportassero ferite.
Questo incidente fu il più grave accaduto fino a quel momento in Brasile, superando il volo VASP 168 che si era schiantato nel 1982 vicino a Fortaleza provocando 137 vittime; ma fu successivamente superato dal Volo TAM 3054 che uscì di pista durante l'atterraggio il 17 luglio 2007 provocando 199 vittime. È stato anche l'incidente aereo più grave che ha visto coinvolto un Boeing 737 fino a quel momento, successivamente superato dal volo Air India Express 812, che si è schiantato a Mangalore, in India il 22 maggio 2010, causando 158 vittime.
Alle indagini parteciparono congiuntamente il Centro de Investigação e Prevenção de Acidentes Aeronáuticos (CENIPA) per il Brasile e il National Transportation Safety Board (NTSB) per gli Stati Uniti. Il rapporto finale fu emesso il 10 dicembre 2008; in esso il CENIPA stabilì che l'incidente fu causato da errori commessi sia dai controllori del traffico aereo, sia dai piloti dell'Embraer, mentre secondo l'NTSB tutti i piloti agirono correttamente e furono messi in rotta di collisione da una varietà di errori "individuali e istituzionali" del controllo del traffico aereo.

## Il Boeing 737
Il Boeing 737-8EH fu consegnato alla Gol il 12 settembre 2006, diciassette giorni e 234 ore di volo prima dell'incidente. L'aereo decollò dall'Aeroporto Internazionale Eduardo Gomes di Manaus alle 15:35 in rotta per Rio de Janeiro, con uno scalo intermedio a Brasilia.
A bordo dell'aereo c'erano 148 passeggeri e 6 membri dell'equipaggio.
L'equipaggio era composto dal comandante Decio Chaves Jr., 44 anni, dal primo ufficiale Thiago Jordão Cruso, 29, e da quattro assistenti di volo. Il capitano, che era stato anche istruttore di volo per il Boeing 737 per la sua compagnia aerea, aveva accumulato 15.498 ore di volo totali (13.521 con il Boeing 737), mentre il primo ufficiale ne aveva accumulate 3.981 (3.081 con il Boeing 737).

## L'Embraer Legacy 600
L'Embraer Legacy 600, acquistato dalla ExcelAire Service Inc. di Ronkonkoma, New York, era appena uscito dalle fabbriche Embraer e stava compiendo il volo di consegna verso gli Stati Uniti. Decollò alle ore 14:51 dall'aeroporto São José dos Campos, nei pressi di San Paolo, in direzione di Manaus, dove avrebbe dovuto compiere uno scalo.
L'equipaggio di volo era composto dal comandante Joseph Lepore, 42 anni, e dal primo ufficiale Jan Paul Paladino, 34 anni, entrambi cittadini statunitensi.
Lepore era pilota commerciale da più di 20 anni e aveva totalizzato 9.388 ore di volo totali, ma solo 5 ore con il Legacy 600. Paladino era stato anch'egli pilota commerciale per circa 10 anni e aveva accumulato più di 6.400 ore di volo, incluse 317 ore come capitano su Embraer ERJ-145 ed Embraer ERJ-135 (aerei della stessa famiglia del Legacy) per American Eagle Airlines. Paladino è stato anche copilota su MD-82 e MD-83 per American Airlines. Entrambi i piloti erano quindi qualificati per pilotare il Legacy come comandante.
I cinque passeggeri erano due dipendenti Embraer, due dirigenti di ExcelAire e l'editorialista del The New York Times Joe Sharkey, che stava scrivendo un articolo per la rivista Business Jet Traveler.

## La collisione
Rotta del Boeing
     Rotta dell'Embraer

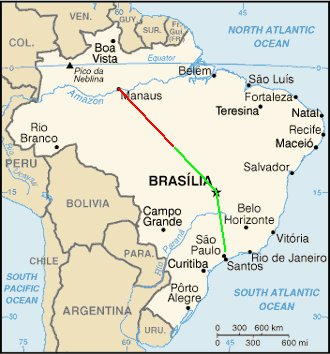
Le rotte approssimative dei voli, dal luogo del decollo a quello dell'incidente
Rotta del Boeing
Rotta dell'Embraer

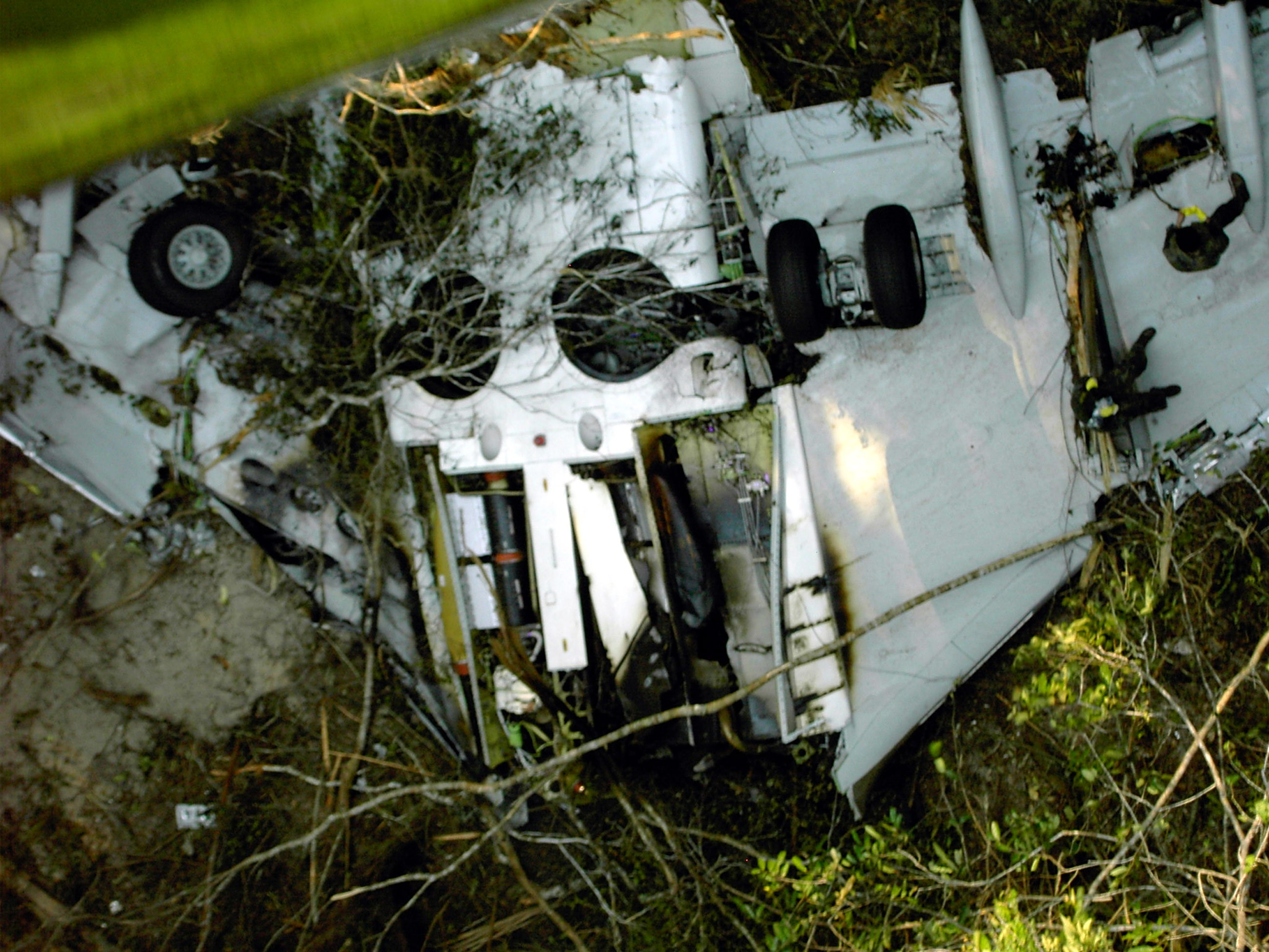
Rottami della fusoliera del Boeing 737 Gol

Poco prima delle 17:00, alla quota di 37.000 piedi (11.000 m) sopra la città di Matupá, a circa metà tragitto tra Brasilia e Manaus, il Boeing e l'Embraer entrarono in collisione quasi frontalmente.
Il Boeing subì gravi danni strutturali, perdendo quasi metà dell'ala sinistra; precipitando in avvitamento si ruppe in diverse parti, poi si schiantò al suolo in una zona di fitta foresta pluviale a circa 200 chilometri dal comune di Peixoto de Azevedo. L'Embraer, nonostante i gravi danni allo stabilizzatore orizzontale e alla winglet di sinistra fu in grado di continuare il volo, anche se il pilota automatico era inutilizzabile e i piloti dovettero applicare una forza elevata sulla cloche per riuscire a mantenere il volo livellato.
Con l'aiuto di un ponte radio effettuato da un Boeing 747 cargo della Polar Air che stava volando nella zona, l'Embraer riuscì ad atterrare all'Aeroporto di Cachimbo, un aeroporto militare compreso nel Campo de Provas Brigadeiro Velloso, della Força Aérea Brasileira, situato a circa 160 chilometri dal punto di collisione.
Uno dei passeggeri, il giornalista Joe Sharkey, descrisse la sua esperienza a bordo dell'Embraer in un articolo per il New York Times intitolato Colliding With Death at 37,000 Feet, and Living, pubblicato il 1º ottobre 2006.

## Accuse ai piloti dell'Embraer e loro arresto

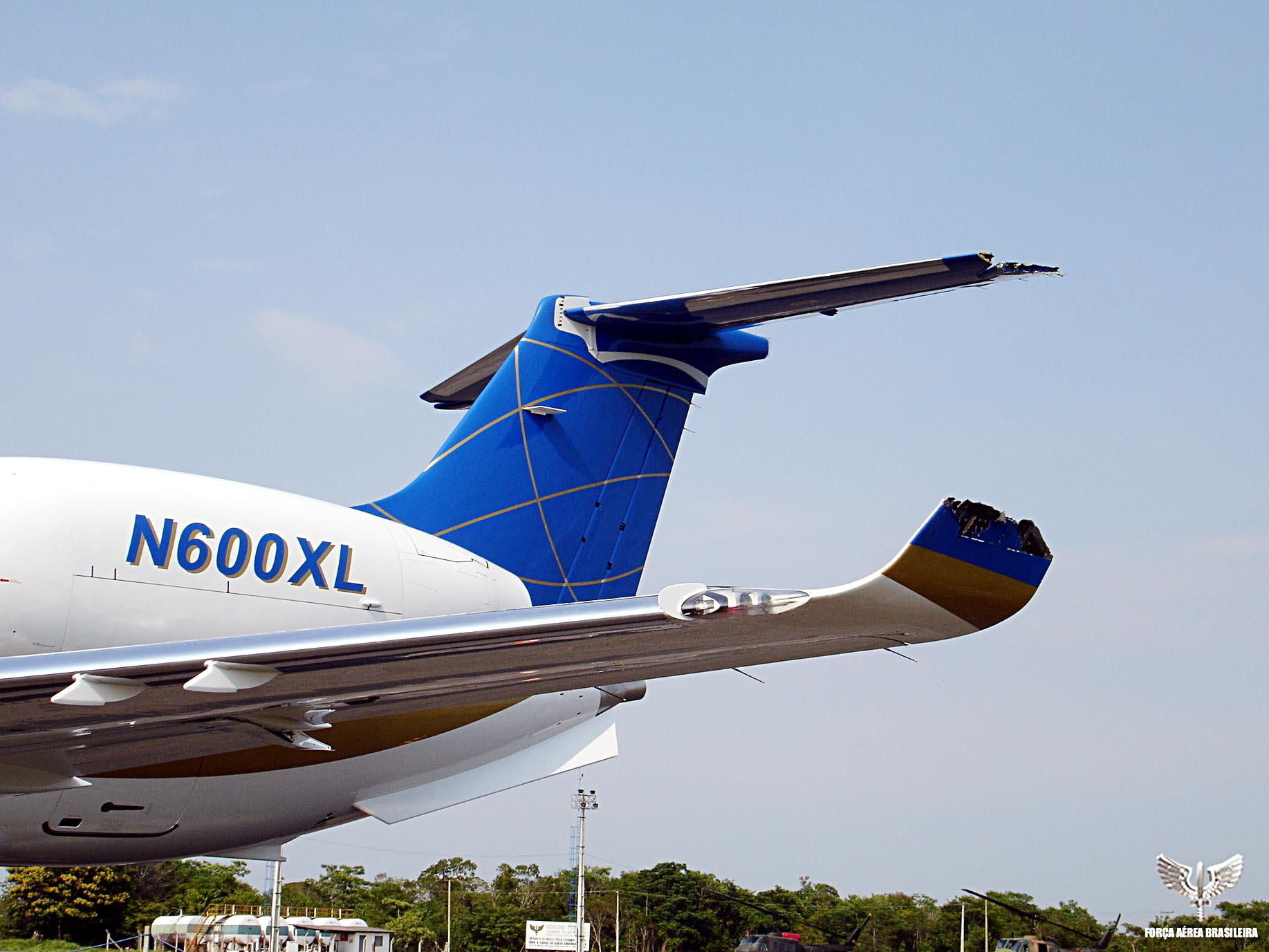
I danni riportati dal lato sinistro dell'Embraer

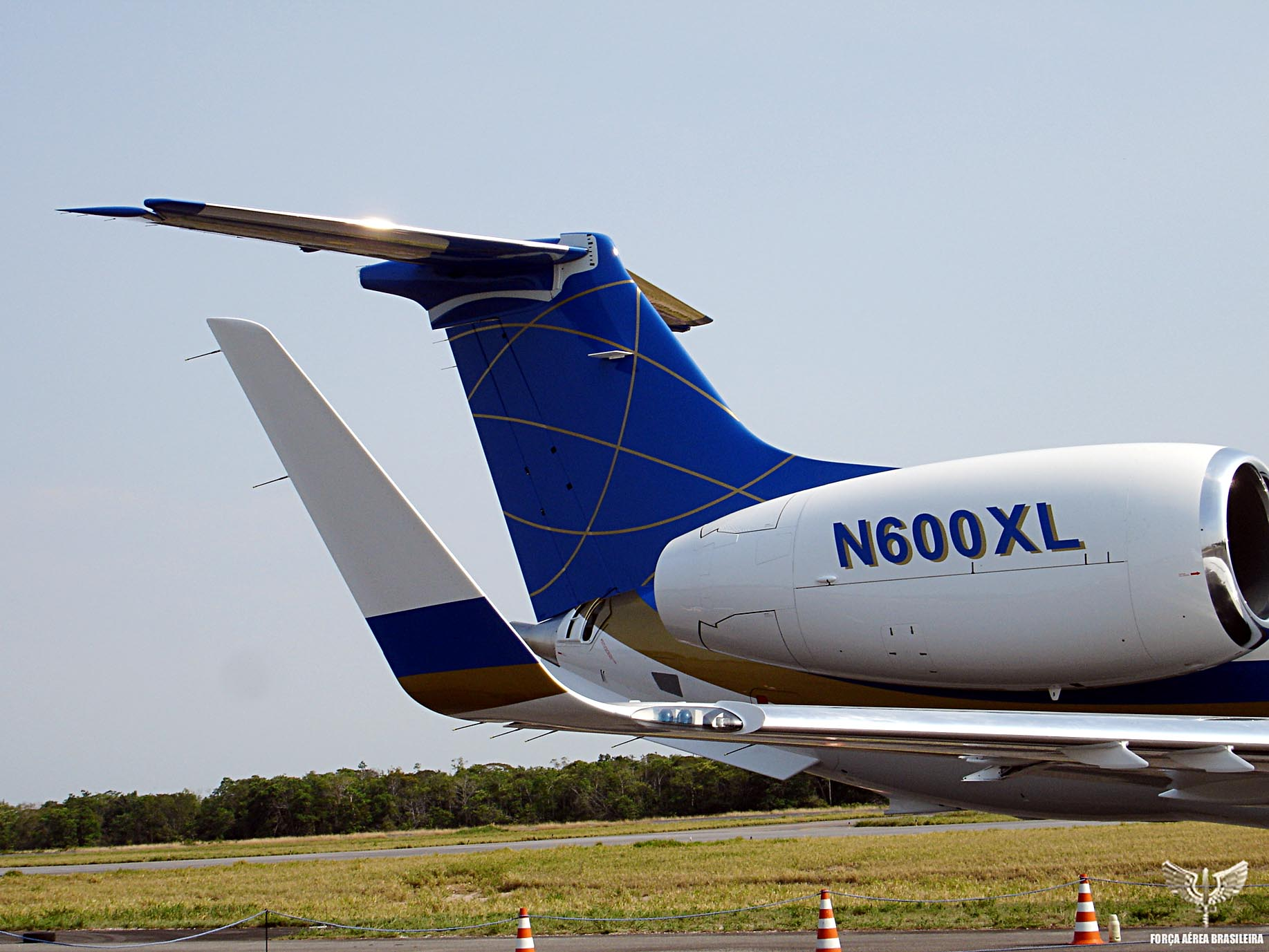
Comparazione con il lato destro

Subito dopo l'atterraggio d'emergenza effettuato presso l'aeroporto di Cachimbo, i piloti dell'Embraer furono arrestati e interrogati da funzionari della Força Aérea Brasileira (FAB) e dell'Agência Nacional de Aviação Civile (ANAC).
Le scatole nere del velivolo furono rimosse e inviate prima a São José dos Campos, San Paolo, e poi a Ottawa, in Canada per essere analizzate.
Nella loro deposizione iniziale, i piloti dell'Embraer testimoniarono di essere stati autorizzati a raggiungere il livello di volo 370, (circa 37.000 piedi, 12.000 metri) dal controllo del traffico aereo di Brasilia ATC e di esservi rimasti fino al momento della collisione; inoltre affermarono che poco prima dell'incidente avevano perso il contatto radio con Brasilia ATC e che il loro Traffic Collision Avoidance System (TCAS) non li allertò di un possibile traffico in senso contrario.
Il 2 ottobre il tribunale di giustizia del Mato Grosso ritirò il passaporto ai piloti in attesa di ulteriori indagini. La richiesta della procura di Peixoto de Azevedo fu accolta dal giudice Tiago Sousa Nogueira e Abreu, in ragione del fatto che non poteva essere esclusa la possibilità che i piloti dell'Embraer avessero commesso un errore. I piloti furono costretti a rimanere in Brasile fino al 5 dicembre 2006, più di due mesi dopo l'incidente, quando il giudice federale Candido Ribeiro stabilì che non vi erano motivi legali per "limitare la libertà di movimento degli stranieri."
Prima del ritorno negli Stati Uniti, i piloti furono formalmente accusati dalla polizia federale brasiliana di "aver messo in pericolo un aeromobile"; ciò avrebbe potuto significare una pena detentiva fino a dodici anni. José Carlos Dias, un ex ministro della giustizia che aveva assunto le difese dei piloti, definì le accuse come "di parte" e "discriminatorie ".
I due piloti furono autorizzati a lasciare il paese dopo aver firmato un documento nel quale si impegnavano a tornare in Brasile per il processo o se richiesto dalle autorità brasiliane.

## Ricerca e soccorso

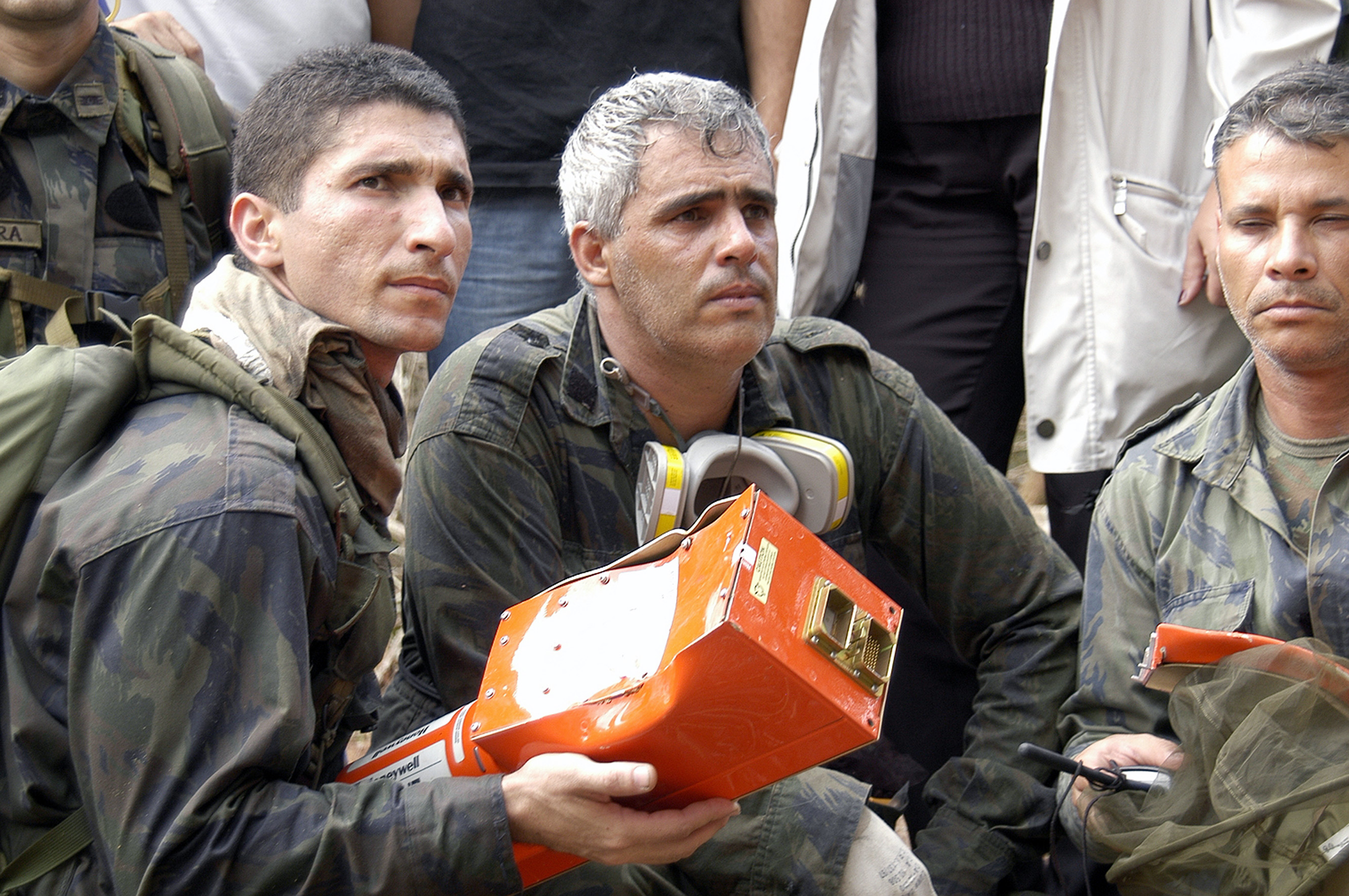
Il Flight Data Recorder del Boeing 737

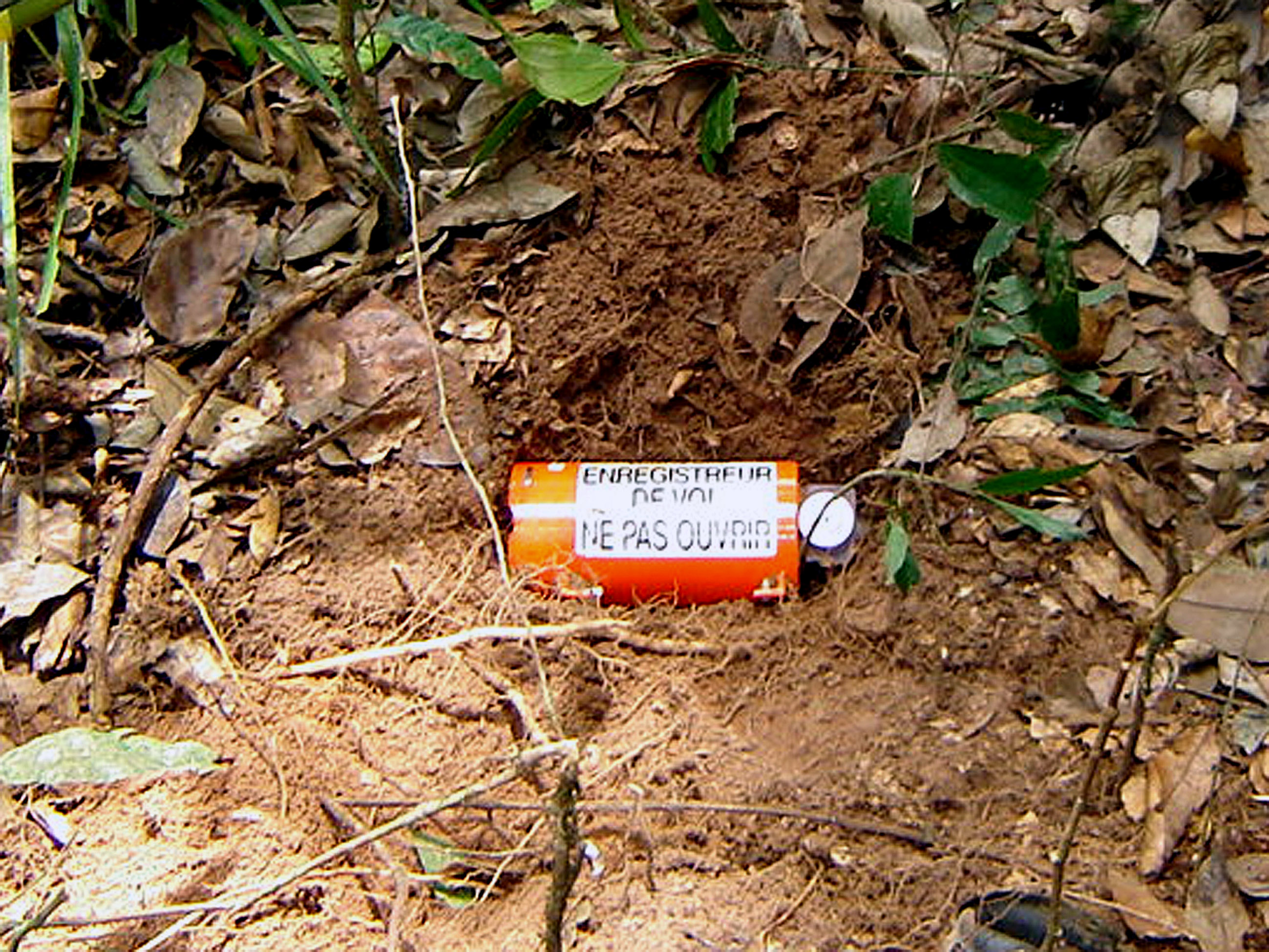
Il CVR del Boeing 737 fu ritrovato sul terreno dopo quattro settimane di intense ricerche

La FAB inviò nella zona dell'incidente cinque aerei e tre elicotteri per individuare il relitto del Boeing 737. All'operazione parteciparono anche 200 persone a terra, tra le quali figurava un gruppo di indios Kayapo che aveva familiarità con la foresta.
Il luogo dello schianto fu individuato il 30 settembre dalla FAB, alle coordinate 10°29′S 53°15′W, nei pressi di Fazenda Jarinã, un allevamento di bestiame.
Il personale di soccorso ebbe notevoli difficoltà a raggiungere il luogo dell'incidente a causa della foresta che in quella zona era molto fitta. In un primo momento l'Infraero, l'ente che si occupa della gestione degli aeroporti brasiliani, indicò la possibilità che ci fossero cinque sopravvissuti, ma una seguente dichiarazione della FAB smentì tale notizia. Il presidente brasiliano Luiz Inácio Lula da Silva dichiarò tre giorni di lutto nazionale.
Il Flight Data Recorder (FDR) e una parte del Cockpit Voice Recorder (CVR) furono ritrovati il 2 ottobre e consegnati agli investigatori, che li inviarono per essere analizzati al Transportation Safety Board of Canada (TSB) a Gatineau, Québec. Il 25 ottobre, dopo quasi quattro settimane di intensa ricerca da parte di 200 soldati dell'Esercito brasiliano dotati di metal detector, fu finalmente ritrovato il modulo di memoria del Cockpit Voice Recorder. Il modulo fu ritrovato lontano da altri pezzi di relitto, intatto ma conficcato per 20 cm nel terreno. Fu anch'esso inviato al TSB per essere analizzato.
Il 4 ottobre i soccorritori iniziarono a trasportare i corpi delle vittime prima alla base temporanea istituita presso un ranch situato nelle vicinanze poi, con un CC-115 Buffalo messo a disposizione dalla FAB, a Brasilia per l'identificazione.
Per la ricerca e l'identificazione dei corpi delle vittime le squadre di soccorso lavorarono intensamente, nel pieno della foresta amazzonica, per quasi sette settimane. L'ultimo corpo fu recuperato ed identificato, tramite il test del DNA, il 22 novembre.

## Le indagini
Le indagini furono effettuate dal CENIPA e dall'NTSB che, in conformità con le disposizioni dell'allegato 13 dell'ICAO, partecipò all'inchiesta in rappresentanza dello Stato di produzione del Boeing, dello Stato di registrazione dell'Embraer e dello Stato di fabbricazione dell'avionica installata su entrambi gli aerei.
Una volta trascritti sia i dati delle scatole nere che le comunicazioni con la torre di controllo, per cercare di ricostruire lo scenario che permise a due moderni jet dotati delle più avanzate tecnologie anti-collisione di scontrarsi fra loro, gli investigatori interrogarono prima i piloti e successivamente i controllori di volo.

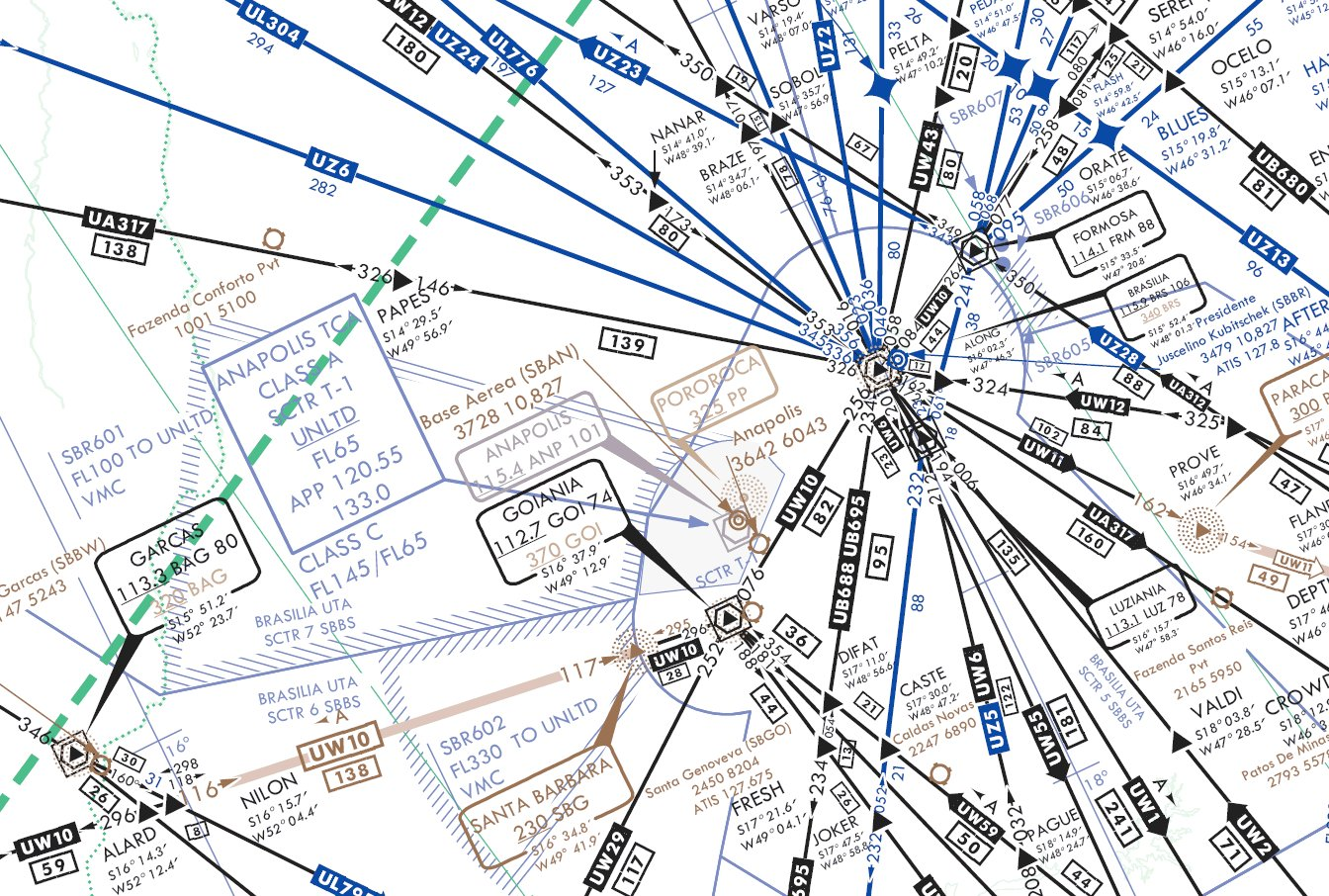
Carta di crociera IFR-high di Brasilia, con le aerovie UW2 e UZ6

Il piano di volo dell'Embraer prevedeva di volare a FL370 fino a Brasilia seguendo l'aerovia UW2, in seguito di scendere a FL360 procedendo verso nord-ovest sull'aerovia UZ6 fino al FIX Teres, un waypoint situato 282 NM (522 km) a nord-ovest di Brasilia, dove era prevista una salita a FL380. Secondo il piano di volo presentato, l'Embraer avrebbe dovuto volare a FL380 quando passò dal punto della collisione, situato a circa 307 chilometri a nord-ovest del FIX Teres.
I piloti dell'Embraer dichiararono invece di essere stati autorizzati dai controllori di volo (ATC) a volare a FL370 per l'intero tragitto fino a Manaus. La trascrizione dell'autorizzazione data ai piloti prima del decollo da São José dos Campos alle 14:41:57 BST, rilasciata da CENIPA, è la seguente:
ATC: November Six Zero Zero X-ray Lima, ATC clearance to Eduardo Gomes, flight level three seven zero direct Poços de Caldas, squawk transponder code four five seven four, after take-off perform Oren departure.
L'autorizzazione al livello di volo FL370 fu ulteriormente confermata dopo l'handoff avvenuto a Brasilia, durante il quale, alle 15:51 BST, i piloti ebbero la seguente conversazione radio:
N600XL: Brasilia, November six hundred X-ray Lima, level... flight level three seven zero, good afternoon.
ATC: November six zero zero X-ray Lima, squawk ident, radar surveillance.
N600XL: Roger.
Queste furono le ultime due comunicazioni radio fra i piloti dell'embraer e l'ATC prima della collisione.

### Cronologia del volo e delle comunicazioni radio dell'Embraer

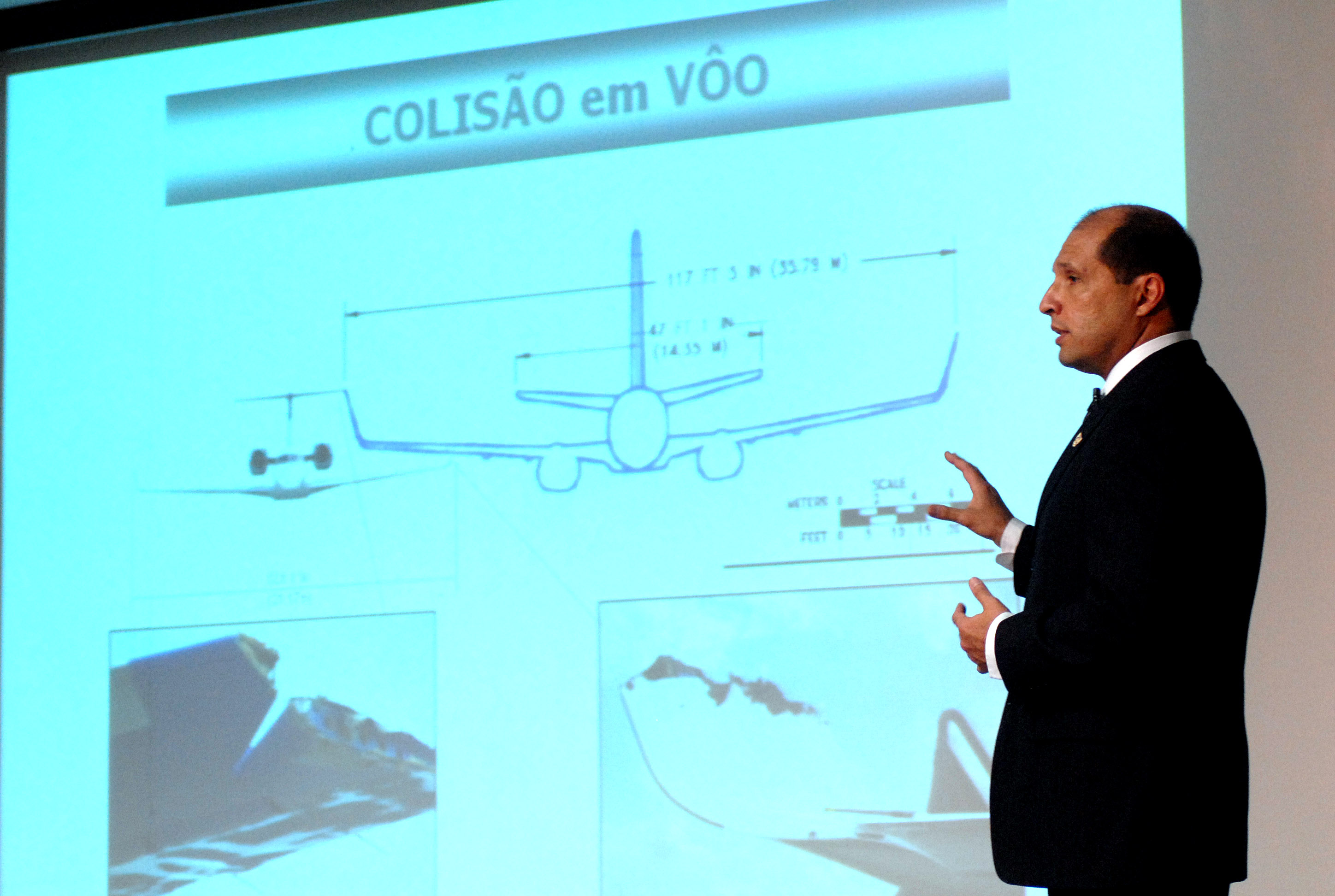
Il Col. Rufino Antônio da Silva Ferreira, direttore della squadra investigativa, presenta il rapporto preliminare (16 novembre 2006)

L'Embraer decollò da São José dos Campos alle ore 14.51, raggiungendo FL370 alle 15:33, dove rimase fino alla collisione.
L'ATC mantenne un normale contatto radio con l'Embraer fino alle 15:51, ora in cui venne effettuata l'ultima conversazione sulla frequenza VHF 125,05 MHz con Brasilia ATC; in quel momento l'Embraer era in avvicinamento al VOR di Brasilia, che venne sorvolato alle ore 15.55, poi si immise lungo l'aerovia UZ6. Alle 16:02 l'ATC perse il contatto radar secondario con l'Embraer, bloccando la visualizzazione dell'altitudine del velivolo sullo schermo del controllore di volo.
Né l'Embraer né Brasilia ATC stabilirono un contatto radio fra le 15:51 e le 16:26 quando, 24 minuti dopo la perdita del contatto del radar secondario, Brasilia ATC tentò di contattare l'Embraer senza ricevere risposta. Il tentativo venne ripetuto per sei volte, tra le 16:30 e le 16:34. Alle ore 16.30 il segnale del radar primario dell'Embraer divenne intermittente per poi scomparire completamente otto minuti più tardi. Alle 16:53 Brasilia ATC tentò, senza successo, di effettuare un handoff dell'Embraer su Amazzonia ATC.

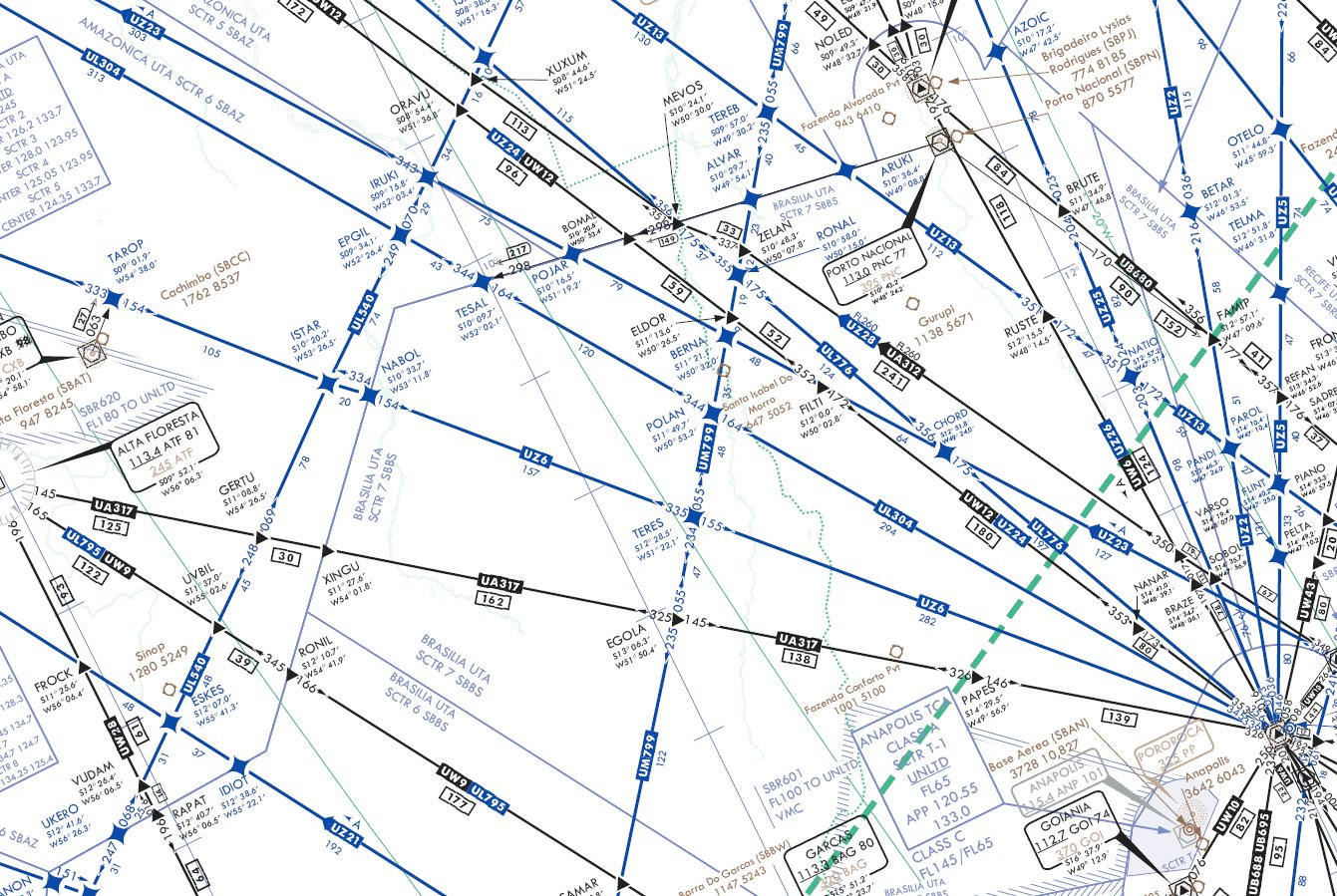
Carta di crociera IFR high dell'area del FIX Teres, raffigurante l'aerovia UZ6 e la base aerea di Cachimbo; il luogo dell'incidente è situato tra i FIX Nabol e Istar sulla UZ6

Tra le 16:48 e le 16:53 i piloti dell'Embraer tentarono di mettersi in comunicazione più volte con Brasilia ATC, ma senza successo; in seguito riuscirono a stabilire un contatto, ma essendo molto debole, non riuscirono a comprendere le frequenze radio alternative di Amazzonia ATC. I piloti richiamarono altre 7 volte Brasilia ATC prima della collisione.
La collisione avvenne alle 16:56:54 a FL370 ed è stato confermato dalle indagini che i piloti dei due aerei né furono allertati dal TCAS, né furono in grado di vedere l'altro aereo che veniva loro incontro. Il TCAS non funzionò perché fu scoperto che il trasponder installato sull'Embraer era inattivo da circa un'ora, rendendo impossibile la reciproca rilevazione dei velivoli.
Alle 16:59:50, circa tre minuti dopo la collisione, Amazzonia ATC cominciò a ricevere il segnale del radar secondario dell'Embraer con la sua altitudine e l'ultimo codice assegnato; a questo punto i controllori di volo cercarono di mettersi in contatto con i piloti, ma senza riuscirci.
L'Embraer, subito dopo la collisione, cominciò a chiamare sulla frequenza di emergenza 121.5 MHz, ma come è stato successivamente determinato dalle indagini del CENIPA, i ricetrasmettitori di emergenza nella zona non erano operativi.
Alle 17:01:06 l'Embraer riuscì a stabilire un contatto radio con un Boeing 747 cargo sulla frequenza di emergenza. I piloti del cargo effettuarono un ponte radio con l'ATC comunicando la richiesta di un atterraggio di emergenza da parte dell'Embraer.
Alle 17:18:03 l'Embraer riuscì a contattare la torre di controllo dell'aeroporto di Cachimbo in modo da ottenere assistenza per l'atterraggio, avvenuto alle 17:23:00.

### Cronologia del volo e delle comunicazioni radio del Boeing 737
Il volo Gol 1907 decollò da Manaus alle 15:35, si diresse a sud-est lungo l'aerovia UZ6 raggiungendo FL370 alle 15:58, quota a cui rimase fino alla collisione. Non ci furono problemi di contatti radio o con i radar fino all'handoff con Brasilia ATC che non avvisò mai i piloti del Boeing del traffico in senso opposto.

### Raccomandazioni di sicurezza dell'NTSB

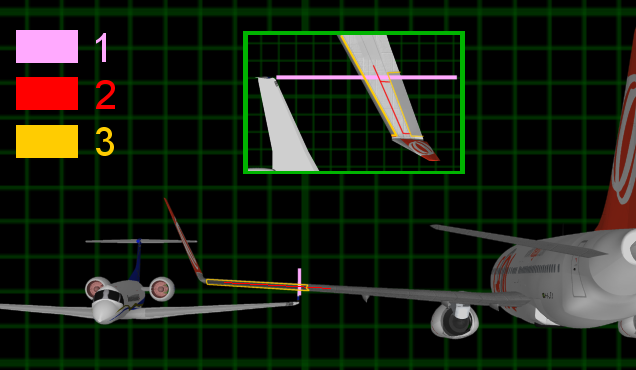
Rappresentazione della collisione. 1. Collisione, 2. Collegamenti idraulici, 3. Superfici di controllo

Il 2 maggio 2007 il National Transportation Safety Board diramò un documento che includeva un riepilogo delle indagini fino a quel giorno e delle raccomandazioni di sicurezza che l'ente riteneva utile che la Federal Aviation Administration (FAA) facesse applicare immediatamente negli Stati Uniti per migliorare la sicurezza dei voli.
L'NTSB ritenne che il TCAS dell'Embraer si disattivò ma, come mostrato dall'analisi del Cockpit Voice Recorder, il suo equipaggio non se ne accorse:
L'NTSB aggiunse che il design dell'avionica dell'Embraer è concepito in modo tale che la disattivazione del TCAS viene indicata da una piccola scritta statica di colore bianco, la quale potrebbe non essere facilmente percepibile da parte dell'equipaggio. L'NTSB ha inoltre osservato:
Sulla base di queste osservazioni, l'NTSB raccomandò alla FAA di provvedere a far modificare la progettazione dell'avviso di malfunzionamento del TCAS in modo che fosse reso più visibile e di raccomandare ai piloti di studiare i dettagli dell'incidente del volo 1907 in modo da saper riconoscere gli indizi della perdita di funzionalità del transponder e/o del TCAS.

## Rapporti finali

### CENIPA

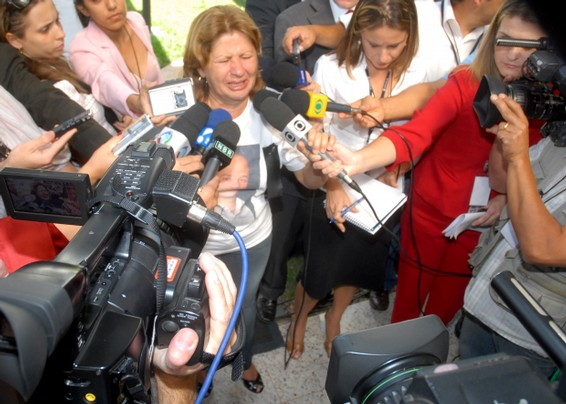
La reazione dei parenti delle vittime alla presentazione del rapporto finale del CENIPA a Brasilia.

Il 10 dicembre 2008, più di due anni dopo l'incidente, il CENIPA pubblicò il suo rapporto finale, descrivendo la sua indagine, i risultati ottenuti, le conclusioni e le raccomandazioni.
In esso, nel capitolo denominato Conclusioni, vengono riassunti i fatti noti ed elencati una serie di fattori che contribuirono all'incidente relativi sia ai controllori di volo che ai piloti dell'Embraer.
Secondo il CENIPA, i controllori del traffico aereo furono colpevoli di aver autorizzato l'Embraer a volare ad una quota diversa da quella programmata dal piano di volo e di non aver posto rimedio a quest'errore durante l'handoff con Brasilia ATC o in seguito; inoltre furono commessi errori anche nella gestione della perdita del segnale radar e del contatto radio con l'Embraer.
Il CENIPA concluse che anche i piloti dell'Embraer ebbero parte attiva nell'incidente, non essendo stati in grado di accorgersi che il loro transponder fosse inattivo, disabilitando il sistema di prevenzione delle collisioni in entrambi gli aerei; inoltre giudicò che la loro formazione globale e loro la preparazione fosse insufficiente.

### NTSB
La relazione sull'incidente pubblicata dall'NTSB fu allegata al rapporto finale del CENIPA. In esso viene indicata la probabile causa dell'incidente:
Vengono inoltre riconosciute le seguenti concause:

### Divergenze tra le conclusioni del CENIPA e dell'NTSB
Pur concordando sulla maggior parte dei dati di fatto e sui risultati, CENIPA e NTSB, che collaborarono nell'inchiesta, trassero differenti conclusioni in merito alle cause dell'incidente. La relazione del CENIPA concluse che l'incidente fu causato da errori commessi sia dai controllori del traffico aereo che dai piloti dell'Embraer, mentre quella dell'NTSB attribuì la colpa solamente ai controllori di volo e al sistema di gestione degli ATC, concludendo che entrambi gli equipaggi agirono correttamente, ma furono messi in rotta di collisione dai controllori del traffico aereo.
Secondo un articolo pubblicato sulla rivista Aviation Week, l'NTSB espresse forte disaccordo con le conclusioni del CENIPA che accusavano i piloti dell'Embraer di essere stati una delle cause dell'incidente, rilevando che "l'aereo volò in accordo alle autorizzazioni ricevute e rispettando tutte le direttive dell'ATC, così come fecero i piloti del Boeing 737". L'autore dell'articolo aggiunse inoltre che "l'aeronautica brasiliana gestiva il sistema di controllo del traffico aereo, ha condotto l'inchiesta ed è stata l'autore del rapporto finale."

## Conseguenze

### Crisi dell'aviazione civile brasiliana

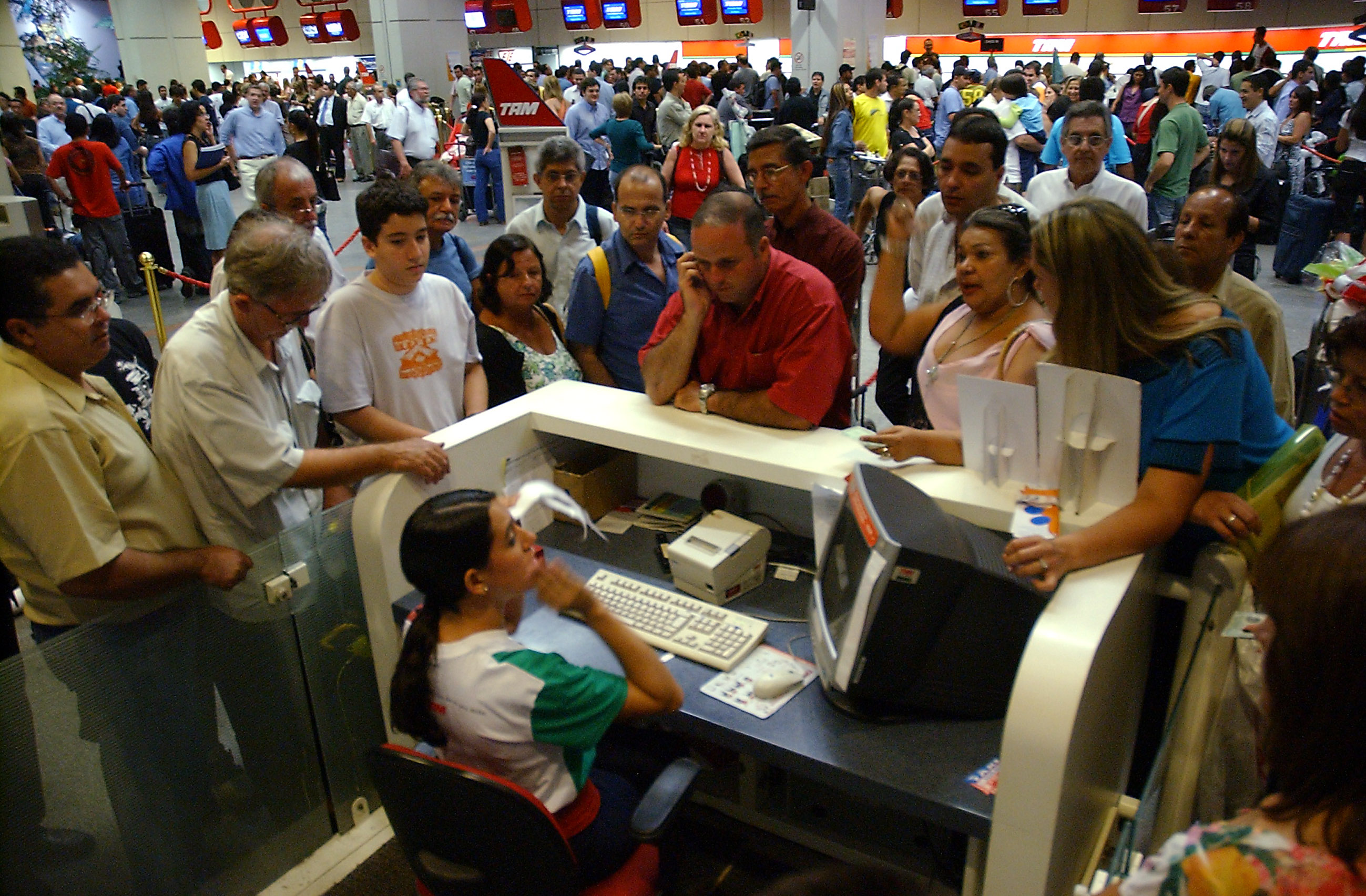
Passeggeri all'Aeroporto di Brasilia che chiedono informazioni in merito ai voli cancellati

L'incidente del volo 1907 fece precipitare l'intero sistema dell'aviazione civile brasiliana in una grave crisi; ciò comportò ritardi e/o annullamenti di parecchi voli, astensione dal lavoro e sciopero bianco dei controllori di volo ed un diffuso senso di preoccupazione per la sicurezza degli aeroporti e delle infrastrutture di controllo del traffico aereo dell'intero Paese.

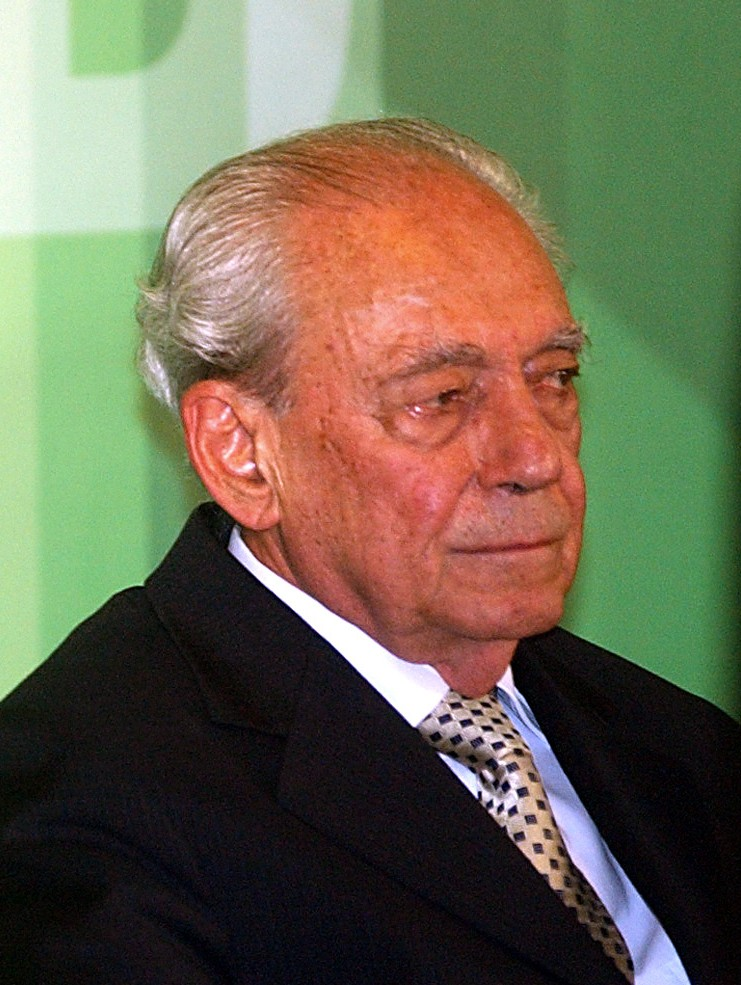
L'ex Ministro della Difesa del Brasile Waldir Pires

Storicamente, il Brasile fu governato dalle sue forze armate dal 1964 al 1985.
Finito quel periodo cominciò una nuova era repubblicana, ma tutte le operazioni del traffico aereo continuarono ad essere assoggettate alla FAB, gestite dai suoi generali e dirette dal ministro della difesa civile. La maggior parte dei controllori di volo erano sottufficiali dell'aeronautica e tutti i centri controllo d'area erano gestiti dalla FAB.
Come cominciarono ad emergere i primi dettagli in merito allo schianto del volo 1907, l'inchiesta sembrò puntare ad appurare possibili errori dei controllori del traffico aereo; ciò ebbe come conseguenza un sempre più crescente risentimento da parte dei controllori ed esacerbò i loro già cattivi rapporti con i loro superiori.
I controllori lamentavano di essere oberati di lavoro, sottopagati, sfruttati e costretti a lavorare con attrezzature obsolete. Molti di loro avevano una scarsa conoscenza della lingua inglese, ciò limitava la loro capacità di comunicare con i piloti stranieri creando problemi di comprensione come nel caso del volo 1907; inoltre, i giornali criticarono il fatto che il completo controllo del trasporto aereo del Paese fosse in mano ai militari, in quanto essi non ne avrebbero dovuto rispondere in ambito civile.
In mezzo a tensioni sempre più crescenti, i controllori del traffico aereo misero in atto una serie di azioni di protesta, come diminuzione della produttività, abbandono collettivo del posto di lavoro e addirittura uno sciopero della fame. Ciò portò il caos nel settore del trasporto aereo brasiliano: gravi ritardi e interruzioni del servizio aereo nazionale e internazionale, passeggeri lasciati a terra, voli cancellati e manifestazioni di piazza.
Il 26 luglio 2007, dopo l'incidente del volo TAM 3054 nel quale morirono 199 persone, il Presidente della Repubblica Lula da Silva chiese ed ottenne le dimissioni del ministro della difesa Waldir Pires, il quale, dal marzo 2006, era anche il responsabile dell'aviazione civile
e nominò al suo posto l'ex presidente della Corte Suprema Nelson Jobim. Lula promise anche che avrebbe migliorato le infrastrutture e l'intero sistema di controllo del traffico aereo.

### Azioni legali

#### Cause civili
Il 6 novembre 2006 le famiglie di dieci delle vittime intentarono una causa per negligenza contro ExcelAire e Honeywell, sostenendo che i piloti dell'Embraer volavano ad una "quota non corretta" e che il transponder Honeywell non era funzionante al momento della collisione.
Successivamente furono intentate altre cause, con accuse simili contro ExcelAire e Honeywell, dai parenti delle altre vittime.
Furono presentate cause anche contro i due piloti Embraer, Raytheon, Lockheed Martin, Amazon Tech (produttori delle apparecchiature di controllo del traffico aereo in Brasile) e ACSS (produttore del TCAS dell'Embraer).
L'avvocato difensore dei piloti dell'Embraer, Robert Torricella, rispose alle accuse in merito alla quota di volo non corretta affermando che, secondo le normative internazionali, le direttive emesse dall'ATC sostituiscono un piano di volo approvato in precedenza, e più precisamente:
Un portavoce della Honeywell dichiarò che "Honeywell non è a conoscenza di prove che indicano che il transponder da lei costruito e che è stato montato sull'Embraer non fosse efficiente come avrebbe dovuto o che la Honeywell stessa fosse ritenuta responsabile dell'incidente."
Il 2 luglio 2008 Brian Cogan, giudice della Corte Distrettuale orientale di New York, respinse con il principio di Forum non conveniens i procedimenti adottati dalle famiglie delle vittime verso tutti gli imputati residenti negli Stati Uniti. Senza pronunciarsi sul merito dei casi, e consentendo nel contempo di proseguire con le inchieste legali, Cogan ha reindirizzato i casi verso i tribunali brasiliani in quanto giurisdizione più appropriata per le controversie.

### Processo penale
Il 1º giugno 2007 il giudice federale del Mato Grosso Murilo Mendes ha incriminato i due piloti e quattro controllori del traffico aereo di Brasilia ATC per il loro presunto ruolo nell'incidente. Mendes ha stabilito che essi dovevano essere accusati di "aver messo in pericolo un aeromobile".
L'8 dicembre 2008 il giudice Mendes ha cancellato l'accusa di "negligenza" nei confronti dei piloti, tramutandola in quella di "imprudenza"; ha respinto inoltre tutte le accuse contro due dei quattro controllori di volo e ridotto le accuse contro gli altri due, ma ha incriminato un quinto controllore di volo, basato a São José dos Campos, l'aeroporto di partenza dell'Embraer.
Il 12 gennaio 2010 la sentenza del giudice Mendes è stata annullata dal giudice Candido Ribeiro del tribunale federale di Brasilia, che ha ripristinato le accuse di "negligenza" contro i piloti, i quali si sono appellati contro la sentenza.
Il 26 ottobre 2010 un tribunale militare ha condannato a 14 mesi di carcere il controllore del traffico aereo Sergente Jomarcelo Fernandes dos Santos per non aver reagito quando vide che il sistema anti-collisione dell'Embraer era disattivato. Santos è rimasto libero in attesa dell'esito del processo di appello. Gli altri quattro controllori sono stati assolti per mancanza di prove.
Il 16 maggio 2011 il giudice Mendes ha condannato i piloti dell'Embraer, per il loro ruolo avuto nella collisione, a quattro anni e quattro mesi di reclusione in regime di semi-libertà, pena tramutata poi in servizi socialmente utili da svolgere negli Stati Uniti. I piloti sono stati accusati di aver spento il transponder prima dell'incidente e di averlo riacceso solo dopo l'incidente, ma in una deposizione in videoconferenza i piloti hanno negato ciò. Mendes ha ribattuto che i piloti non sono stati in grado di sorvegliare la funzionalità delle apparecchiature di bordo per più di un'ora, un lasso di tempo definito "un'eternità" nell'ambito del trasporto aereo.
Il 17 maggio 2011 il giudice Mendes ha condannato il controllore del traffico aereo Lucivando Tiburcio de Alencar ad una pena detentiva di tre anni e quattro mesi, convertita in servizi socialmente utili da svolgere in Brasile. Un altro controllore precedentemente inquisito, Jomarcelo Fernandes dos Santos, è stato invece assolto dall'accusa di aver procurato danni al sistema e alla sicurezza del trasporto aereo del Brasile.

## Il volo Gol Transportes Aéreos 1907 nei media
- La redazione brasiliana del canale televisivo Discovery Channel ha prodotto un documentario intitolato "La tragedia del volo 1907"[76]. Alcuni dei parenti delle vittime giudicarono "non imparziali" le tesi sostenute dal documentario[77].
- L'incidente del volo 1907 della Gol Transportes Aéreos è stato analizzato nella puntata Scontro in quota della quinta stagione del documentario Indagini ad alta quota trasmesso dal National Geographic Channel.